# Sultanat de Mataram
 (juillet 2018).
Si vous disposez d'ouvrages ou d'articles de référence ou si vous connaissez des sites web de qualité traitant du thème abordé ici, merci de compléter l'article en donnant les références utiles à sa vérifiabilité et en les liant à la section « Notes et références ».
Pour les articles homonymes, voir Mataram.
1577–1755
Entités précédentes :
- Principauté de Pajang

Entités suivantes :
- Sultanat de Yogyakarta
- Royaume de Surakarta
- Principauté du Mangkunegaran

Le sultanat de Mataram est un royaume musulman qui domina le centre de Java de la fin du XVIe siècle au début du XVIIIe siècle. C'est le dernier grand royaume javanais avant la colonisation néerlandaise de l'Indonésie. Le cœur du royaume était la plaine s'étendant au sud du mont Merapi, dans l'actuel territoire spécial de Yogyakarta, d'où avait émergé l'ancien royaume de Mataram au VIIIe siècle ; de là provient le nom de « Mataram » que l'historiographie a donné au sultanat par métonymie.
Sous la pression de la Compagnie néerlandaise des Indes orientales, le sultanat de Mataram est divisé en plusieurs principautés en 1755 par le traité de Giyanti.

## Histoire
À Java, le XVIe siècle voit l'expansion du royaume musulman de Demak, qui se traduit par l'essor de l'islam sur le Pasisir, comme les Javanais appellent la côte nord de leur île. Cette période est marquée par la floraison dans les cités portuaires de Java, ouvertes sur le monde extérieur, d'une culture cosmopolite qui va provoquer une réaction chez des princes de l'intérieur de l'île, qui y voient une menace à la culture traditionnelle javanaise.
L'assassinat du sultan de Demak en 1568 marque la fin de la prééminence des cités de la côte, qui aura duré à peine un demi-siècle. En 1577, Ki Gede Pamanahan, seigneur de Mataram, qui n'est plus qu'une petite principauté parmi d'autres à Java, installe sa cour à Kota Gede (aujourd'hui un faubourg de la ville de Yogyakarta). Son fils Senopati entreprend une série de campagnes militaires contre les principautés du centre de Java et du Pasisir, affirmant l'autorité de Mataram.

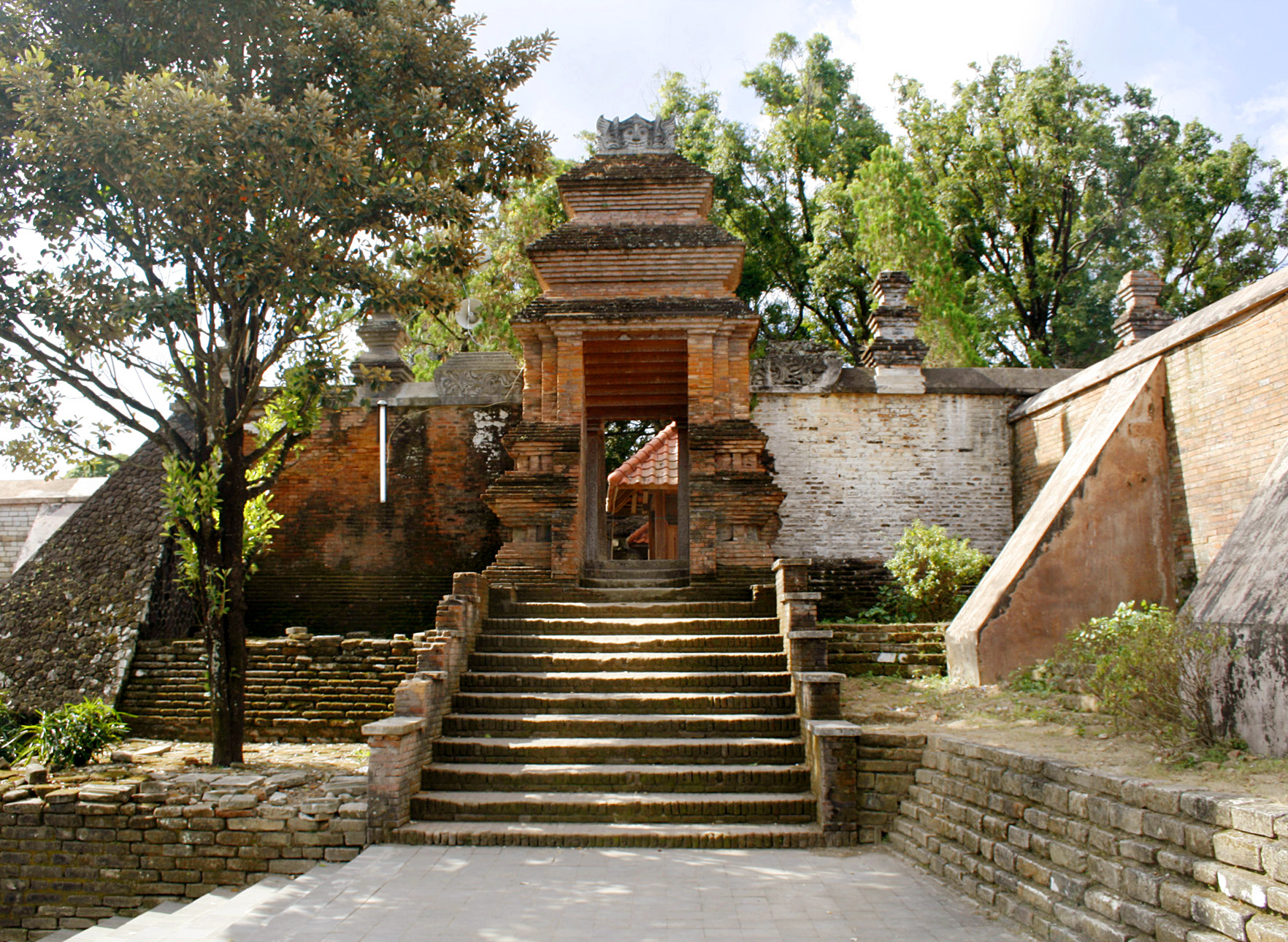
Une porte du mausolée de Panembahan Senopati à Kotagede, un faubourg de Yogyakarta.

Le petit-fils de Senopati (règne 1613-1646), poursuit l'œuvre de conquête de ses prédécesseurs en s'attaquant d'abord à Java oriental, puis Java occidental. Ce prince de l'intérieur contraint les principautés du Pasisir à détruire leurs flottes et leur interdit le commerce maritime. Il prend le titre de Sultan Agung, « le grand sultan », en 1641. Il sera le seul souverain de Mataram à porter ce titre, ses successeurs préférant celui de Susuhunan ("celui qui est au-dessus des autres")
Après la mort d'Agung, Mataram entame son déclin. Le royaume est miné par des guerres de successions dont les Néerlandais tirent parti. Pour financer leurs campagnes contre les princes rebelles, les rois de Mataram s'endettent auprès de la VOC (Vereenigde Oostindische Compagnie ou « Compagnie néerlandaise des Indes orientales ») en mettant en gage leurs territoires du Pasisir.

## Liste des souverains de Mataram

### Période de Mataram proprement dit
- Ki Gede Pamanahan reçoit le fief de Mataram du prince de Pajang
- Panembahan ("celui à qui on rend hommage") Senopati, c. 1582 - 1601
- Panembahan Seda ing-Krapyak, 1601 - 1613
- Prabu Anyakrakusuma, plus connu sous le nom de Sultan Agung, 1613 - 1646
- Amangkurat Ier, 1646 - 1677

### Période deKartasura
- Amangkurat II
- Amangkurat III
- Pakubuwono Ier, 1703 - 1719
- Amangkurat IV, encore appelé Amangkurat Jawa
- Pakubuwono II, 1726 - 1749

### Période deSurakarta
- Pakubuwono III, 1749 - 1788

## Le partage

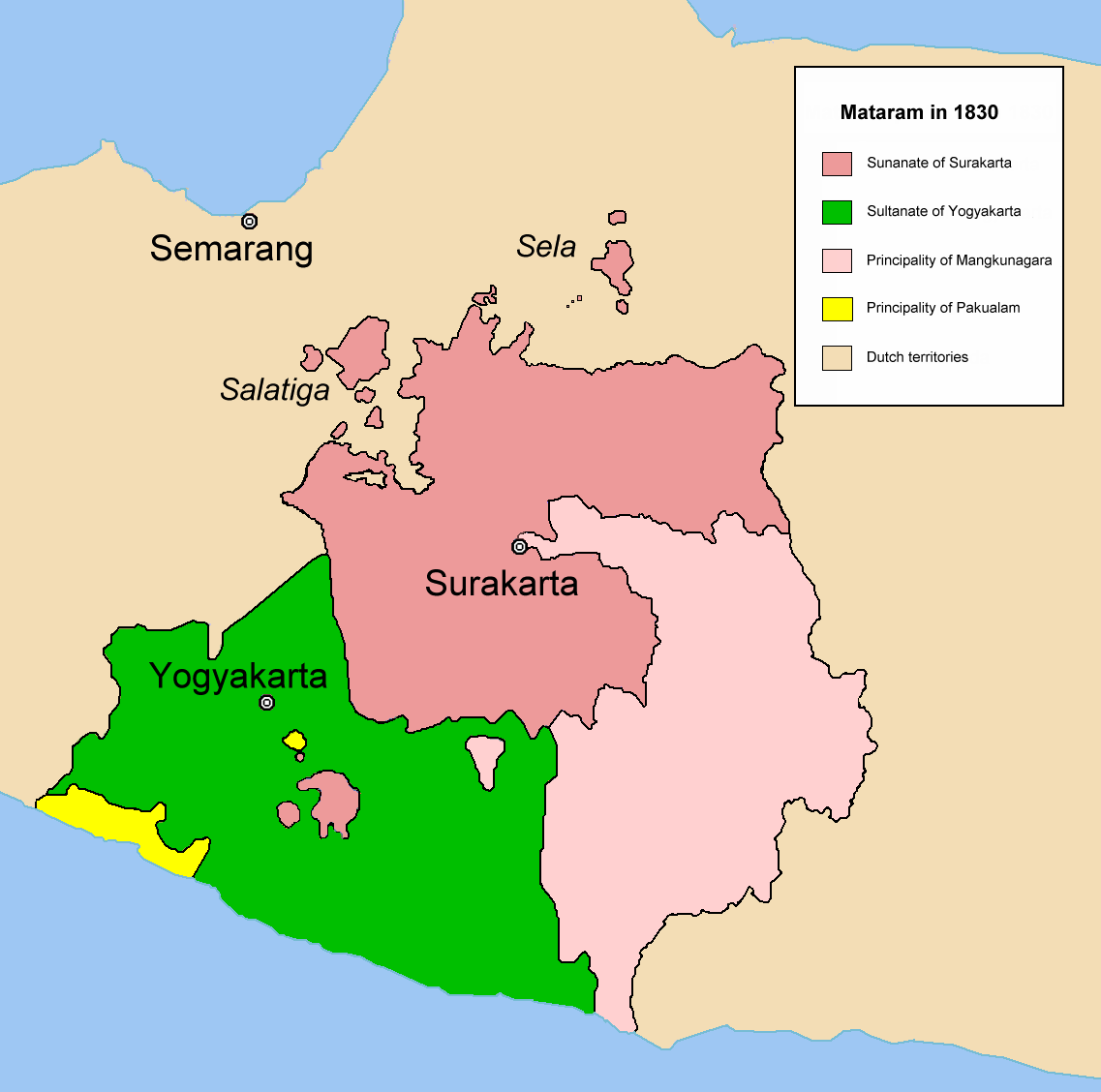
Le partage de Mataram.

En 1755, les Hollandais réussissent à contraindre le roi, le Susuhunan (titre des rois de Mataram) Pakubuwono III et son oncle le prince Mangkubumi, prétendant au trône, à signer le traité de Giyanti, par lequel Mataram est divisé en deux entre les deux princes. Le Sunan gardait son titre et sa capitale de Surakarta, tandis que Mangkubumi prenait le titre de Sultan Hamengkubuwono (« celui qui porte le monde dans son giron ») et fondait sa capitale à Yogyakarta (en vert), non loin de la tombe de Senopati, le conquérant qui a permis l'émergence du deuxième Mataram.
En 1757, en échange de son allégeance à Surakarta, Yogyakarta et la VOC, le prince Said, un autre oncle de Pakubuwono III qui s'était allié à Mangkubumi, reçoit un territoire de 4 000 foyers et le titre de Mangkunegara, fondant ainsi la principauté du Mangkunegaran (en rose).
En 1812, pour récompenser le prince Natakusuma de les avoir aidés lors de leur attaque contre Yogyakarta, les Britanniques créent la principauté du Pakualaman et lui accordent le titre de Paku Alam (en jaune).